# Willi Gruber

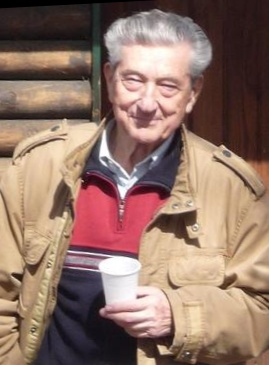
Willi Gruber am 3. April 2010

Willi Gruber (* 6. September 1930 in Ossarn als Wilhelm Gruber; † 7. September 2012 in St. Pölten) war ein österreichischer Politiker (SPÖ) und 30. Bürgermeister von St. Pölten. 

## Leben
Willi Gruber wurde als Wilhelm am 6. September 1930 in Ossarn bei Herzogenburg als Sohn eines Voitharbeiters geboren. Nach der Schulpflicht erlernte er in der Firma Voith an deren Standort in St. Pölten den Beruf des Drehers.
Nach dem Besuch der Sozialakademie der Arbeiterkammer wurde er 1960 Pensionsberater bei der Pensionsversicherungsanstalt. Er wurde 1958 als jüngster in den Gemeinderat gewählt, von 1970 bis 1985 war er Stadtrat für das Bauwesen in St. Pölten. Anschließend folgte er Hans Schickelgruber als Bürgermeister nach. In seine Amtszeit fiel 1986 die Ernennung St. Pöltens zur Landeshauptstadt von Niederösterreich. Er war der längstdienende Bürgermeister St. Pöltens in der Nachkriegszeit, als er überraschend am 29. Juni 2004 als Bürgermeister und Stadtparteichef zurücktrat. 
Bei den Gemeinderatswahlen am 23. November 1986 konnte die St. Pöltner SPÖ mit ihm als Spitzenkandidaten ihr bestes Wahlergebnis aller Zeiten erreichen.
Er war Bruder des 2011 verstorbenen Landtagsabgeordneten Karl Gruber, mit seiner Gattin Hermine Gruber hat er eine Tochter, die mit dem ehemaligen Vizebürgermeister Franz Gunacker verheiratet ist. 
Vor der Gemeinderatswahl 1996 ließ er für den Vorzugsstimmenwahlkampf eine Namensänderung von seinem Geburtsnamen Wilhelm auf Willi durchführen.

## Ehrungen

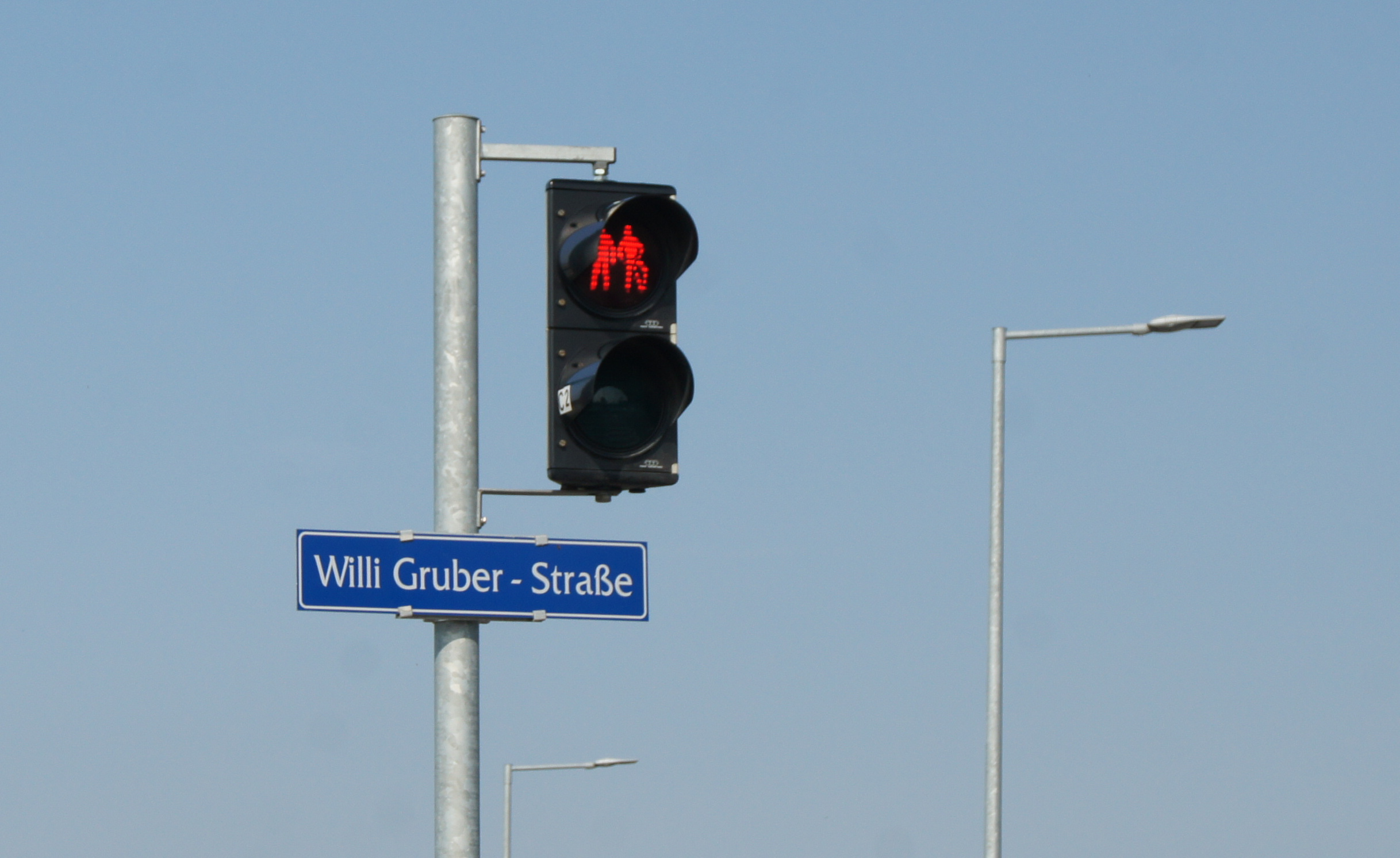
Straßenschild

- 1992: Silbernes Komturkreuz des Ehrenzeichens für Verdienste um das Bundesland Niederösterreich
- 1997: Großes Silbernes Ehrenzeichen für Verdienste um die Republik Österreich[4]
- 2004: Goldenes Komturkreuz des Ehrenzeichens für Verdienste um das Bundesland Niederösterreich[5]
- 2004: Ehrenbürgerschaft der Stadt St. Pölten[5]
- 2004: Ehrenring der Stadt Heidenheim an der Brenz[6]
- 2013: Benennung der Willi Gruber-Straße[7]
- Ehrenbürger der St. Pöltner Partnerstadt Kurashiki
- Ehrenring der SPÖ St. Pölten